# Vriesea cowellii
Vriesea cowellii là một loài thực vật có hoa trong họ Bromeliaceae. Loài này được (Mez & Britton) L.B.Sm. miêu tả khoa học đầu tiên năm 1968.